# Liste der DAB-Sender in Deutschland
In Deutschland sind zurzeit folgende Sender in Betrieb, die Hörfunkprogramme im Standard DAB verbreiten. Berücksichtigt sind dabei alle Sender, die Programme im herkömmlichen Kodierungsverfahren MUSICAM und im Nachfolgestandard HE AAC v2 („DAB+“) verbreiten. Gelistet sind nur öffentlich-rechtlich bzw. kommerziell betriebene Multiplexe. Test-Ensembles werden nicht aufgeführt.

## National
Es werden in Deutschland bundesweit zwei DABplus-Multiplexe ausgestrahlt, die kurz auch Bundesmux genannt werden. Der erste wird von Media Broadcast verwaltet, der zweite von Antenne Deutschland. Media Broadcast  befürwortet  die Freigabe weiterer Frequenzen, um einen dritten Bundesmux schaffen zu können.

### Erster Bundesmux
Der Erste Bundesmux ging im August 2011 mit 27 Sendeanlagen in Betrieb. Diese Startinseln wurden seitdem zu einem immer dichter werdenden bundesweiten Sendernetz ausgebaut. Aktuell wird der Mux von 176 Senderstandorten verbreitet, darunter ein Repeater (R), die alle auf derselben Frequenz senden. Sechs weitere Sendeanlagen sind 2025 noch geplant. In den ersten Ausbaustufen kam diesem Bundesmux besondere Bedeutung zu, weil damit erstmals auch einzelne Regionen versorgt wurden, die zu diesem Zeitpunkt noch nicht durch Digitalradio erreicht wurden und in weiteren Regionen erstmals der DAB-Nachfolgestandard AAC (DAB+) eingeführt wurde. Der Mux beinhaltet mit dem Deutschlandfunk und seinen Programmen den einzigen öffentlich-rechtlichen Radiosender mit bundesweiter Ausstrahlung, der anfänglich den Betrieb durch den Medienstaatsvertrag garantierte. Inzwischen hat sich auch der Betrieb der restlichen privaten Veranstalter auf stabile Fundamente gestellt.
| Block                        | Programme (Datendienste) | Gleichwellennetz (SFN) |
| ---------------------------- | --- | --- |
| 5C DR Deutschland (D__00188) | DAB-Block der Media Broadcast: - Absolut relax (72 kbps) - Dlf (104 kbps) - Dlf Kultur (112 kbps) - Dlf Nova (104 kbps) - DRadio DokDeb (48 kbps) - Energy Digital (72 kbps) - ERF Plus (64 kbps) - Klassik Radio (72 kbps) - Radio Bob (72 kbps) - Radio Horeb (48 kbps) - Radio Schlagerparadies (64 kbps) - Schwarzwaldradio (64 kbps) - sunshine live (72 kbps) - DRadio Daten (32 kbps Daten) - EPG Deutschland (16 kbps Daten) - TPEG (16 kbps Daten) - TPEG_MM (16 kbps Daten) | - Baden-Württemberg: Aalen, Baden-Baden (Fremersberg), Bad Mergentheim, Blauen, Brandenkopf, Donaueschingen, Feldberg im Schwarzwald, Freiburg (Vogtsburg-Totenkopf), Geislingen (Oberböhringen), Großerlach (Hohe Brach), Heidelberg (Königstuhl), Heilbronn (Schweinsberg), Hochrhein (Rickenbach), Hornisgrinde, Pforzheim (Schömberg-Langenbrand), Raichberg, Ravensburg (Höchsten), Reutlingen, Stuttgart (Frauenkopf), Ulm (Kuhberg) - Bayern: Amberg (Hirschau), Aschaffenburg (Pfaffenberg), Augsburg (Hotelturm), Bad Tölz (Gaißach), Balderschwang, Bamberg (Geisberg), Büttelberg, Brotjacklriegel, Dillberg, Grünten, Herzogstand, Hochberg (Traunstein), Hoher Bogen, Inntal (Ebbs), Ingolstadt (Gelbelsee), Kreuzberg/Rhön, Landshut (Altdorf), München (Olympiaturm), Nennslingen (Büchelberg), Nürnberg, Oberammergau, Ochsenkopf, Passau, Pfänder, Pfaffenhofen, Pfarrkirchen, Pfronten, Regensburg (Hohe Linie), Unterringingen, Untersberg, Wendelstein (Bayrischzell), Würzburg (Frankenwarte) - Berlin: Berlin (Alexanderplatz), Berlin (Scholzplatz) - Brandenburg: Bad Belzig, Booßen, Brandenburg/Havel, Calau, Casekow, Cottbus, Eberswalde (geplant), Eisenhüttenstadt, Neuruppin (geplant), Petkus, Pritzwalk, Templin - Bremen: Bremen (Walle), Bremerhaven-Schiffdorf - Hamburg: Hamburg (Moorfleet), Hamburg (Heinrich-Hertz-Turm) - Hessen: Bad Hersfeld (Rimberg), Biedenkopf (Sackpfeife), Fulda (Hummelskopf), Frankfurt (Europaturm), Gelnhausen (Schnepfenkopf), Gießen (Dünsberg), Großer Feldberg, Hardberg, Hohe Wurzel, Hoher Meißner, Kassel (Habichtswald), Mainz-Kastel - Mecklenburg-Vorpommern: Garz (Rügen), Güstrow, Malchin, Neubrandenburg-Süd, Neustrelitz (geplant), Rostock (Toitenwinkel), Röbel, Schwerin (Zippendorf-Gr.Dreesch), Torgelow, Wismar/Rüggow, Züssow - Niedersachsen: Aurich-Popens, Braunschweig (Broitzem), Braunschweig (Drachenberg), Cuxhaven-Stadt, Dannenberg, Göttingen (Bovenden-Osterberg), Hannover (Telemax), Lingen, Lüneburg-Neu Wendhausen, Molbergen-Peheim, Osnabrück (Bramsche-Schleptruper Egge), Hildesheim (Sibbesse), Steinkimmen, Uelzen, Visselhövede, Wilhelmshaven - Nordrhein-Westfalen: Aachen (Karlshöhe), Bergneustadt-Wiedenest (R), Bielefeld (Hünenburg), Bonn (Venusberg), Dortmund (Florianturm), Düsseldorf (Rheinturm), Eggegebirge, Herscheid, Hochsauerland (Hunau), Hürtgenwald-Großhau, Köln (Colonius), Langenberg, Lügde-Rischenau (Köterberg), Meschede (geplant), Minden (Jakobsberg), Münster (Fernmeldeturm), Schöppingen, Siegen-Süd, Wesel - Rheinland-Pfalz: Bad Kreuznach (Schanzenkopf), Bad Marienberg (Westerwald), Bornberg, Daun (Eifel), Edenkoben (Kalmit), Heckenbach-Schöneberg (Ahrweiler), Haardtkopf (geplant), Idar-Oberstein, Kaiserslautern, Kettrichhof, Koblenz (Kühkopf), Schnee-Eifel (geplant), Trier (Petrisberg) - Saarland: Merzig-Merchingen, Saarbrücken (Schoksberg) - Sachsen: Chemnitz, Dresden, Geyer, Leipzig, Löbau, Neustadt, Freiberg (Niederschöna), Oschatz, Schöneck, Zwickau Ost - Sachsen-Anhalt: Brocken, Burg, Dequede, Petersberg, Pettstädt (Weißenfels), Schneidlingen, Wittenberg - Schleswig-Holstein: Bungsberg, Bredstedt, Flensburg, Garding, Heide, Helgoland, Hennstedt, Itzehoe, Kiel (Kronshagen), Lübeck (Stockelsdorf), Schleswig, Niebüll (Süderlügum), Westerland (Sylt) - Thüringen: Bleßberg (Sonneberg), Erfurt-Hochheim, Gera, Inselsberg, Jena (Oßmaritz), Kulpenberg, Lobenstein (Sieglitzberg), Saalfeld (Remda), Weimar (Ettersberg) |

### Zweiter Bundesmux
Der Start des zweiten Bundesmux erfolgte am 5. Oktober 2020. Anders als der erste Bundesmux ist dieser ausschließlich mit privaten Programmveranstaltern besetzt und in vier Regionen mit Gleichwellennetzen auf unterschiedlichen Frequenzen segmentiert, um die Kollisionsgefahr in ausländischen Sendegebieten auszuschließen. Zudem ist das Verbreitungsgebiet verglichen mit dem ersten Bundesmux sowie den regionalen Angeboten eingeschränkt und konzentriert sich auf städtische Gebiete und Autobahnen mit aktuell 92 Senderstandorten.
| Block                     | Programme (Datendienste) | (Gleichwellennetz) (SFN) |
| ------------------------- | --- | --- |
| 5D Antenne DE (D__00364)  | DAB-Block von Antenne Deutschland: - 80s80s (72 kbps) - 90s90s (72 kbps) - Absolut Bella (72 kbps) - Absolut Germany (72 kbps) - Absolut Hot (72 kbps) - Absolut Oldie (72 kbps) - Absolut Top 2000er (72 kbps) - AIDAradio (72 kbps) - Ballermann Radio (72 kbps) - Beats Radio (72 kbps) - Brillux Radio (72 kbps) - Nostalgie (72 kbps) - Oldie Antenne (72 kbps) - RTL Radio (72 kbps) - Rock Antenne (72 kbps) - Toggo Radio (72 kbps) | - Bayern: Amberg (Hirschau), Bamberg (Geisberg), Ingolstadt (Gelbelsee), Kreuzberg/Rhön, Nürnberg, Ochsenkopf, Pfaffenhofen, Regensburg (Hohe Linie), Würzburg (Frankenwarte) - Berlin: Berlin (Alexanderplatz), Berlin (Scholzplatz) - Brandenburg: Casekow, Cottbus, Pritzwalk - Bremen: Bremen (Walle) - Hamburg: Hamburg (Heinrich-Hertz-Turm) - Mecklenburg-Vorpommern: Rostock (Toitenwinkel), Schwerin (Zippendorf-Gr.Dreesch), Züssow - Niedersachsen: Braunschweig (Broitzem), Cuxhaven-Stadt, Göttingen (Bovenden-Osterberg), Hannover (Telemax), Hildesheim (Sibbesse/Griesberg), Lüneburg-Neu Wendhausen, Molbergen-Peheim, Osnabrück (Bramsche-Schleptruper Egge), Visselhövede - Nordrhein-Westfalen: Bielefeld (Hünenburg), Minden (Jakobsberg) - Sachsen: Dresden, Geyer, Leipzig, Löbau/Schafberg, Oschatz, Schöneck - Sachsen-Anhalt: Brocken, Burg, Petersberg, Wittenberg - Schleswig-Holstein: Flensburg, Heide, Kiel (Kronshagen), Lübeck (Stockelsdorf) - Thüringen: Erfurt-Hochheim, Gera, Inselsberg, Jena (Oßmaritz), Kulpenberg, Lobenstein (Sieglitzberg), Weimar (Ettersberg) |
| 8C Antenne DE (D__00361)  | DAB-Block von Antenne Deutschland: - 80s80s (72 kbps) - 90s90s (72 kbps) - Absolut Bella (72 kbps) - Absolut Germany (72 kbps) - Absolut Hot (72 kbps) - Absolut Oldie (72 kbps) - Absolut Top 2000er (72 kbps) - AIDAradio (72 kbps) - Ballermann Radio (72 kbps) - Beats Radio (72 kbps) - Brillux Radio (72 kbps) - Nostalgie (72 kbps) - Oldie Antenne (72 kbps) - RTL Radio (72 kbps) - Rock Antenne (72 kbps) - Toggo Radio (72 kbps) | - Baden-Württemberg: Blauen, Donaueschingen, Freiburg (Vogtsburg-Totenkopf), Pfänder, Raichberg, Ravensburg (Höchsten) |
| 9B Antenne DE (D__00359)  | DAB-Block von Antenne Deutschland: - 80s80s (72 kbps) - 90s90s (72 kbps) - Absolut Bella (72 kbps) - Absolut Germany (72 kbps) - Absolut Hot (72 kbps) - Absolut Oldie (72 kbps) - Absolut Top 2000er (72 kbps) - AIDAradio (72 kbps) - Ballermann Radio (72 kbps) - Beats Radio (72 kbps) - Brillux Radio (72 kbps) - Nostalgie (72 kbps) - Oldie Antenne (72 kbps) - RTL Radio (72 kbps) - Rock Antenne (72 kbps) - Toggo Radio (72 kbps) | - Baden-Württemberg: Aalen, Baden-Baden (Fremersberg), Heidelberg (Königstuhl), Heilbronn (Schweinsberg), Pforzheim (Schömberg-Langenbrand), Stuttgart (Frauenkopf) - Hessen: Fulda (Hummelskopf), Frankfurt (Europaturm), Gelnhausen (Schnepfenkopf), Gießen (Dünsberg), Großer Feldberg, Hardberg, Kassel (Habichtswald), Mainz-Kastel - Nordrhein-Westfalen: Aachen (Karlshöhe), Bonn (Venusberg), Dortmund (Florianturm), Düsseldorf (Rheinturm), Herscheid, Köln (Colonius), Langenberg, Münster (Fernmeldeturm), Siegen-Süd, Wesel - Rheinland-Pfalz: Bornberg, Koblenz (Kühkopf), Trier (Petrisberg) - Saarland: Saarbrücken (Schoksberg) |
| 12D Antenne DE (D__00008) | DAB-Block von Antenne Deutschland: - 80s80s (72 kbps) - 90s90s (72 kbps) - Absolut Bella (72 kbps) - Absolut Germany (72 kbps) - Absolut Hot (72 kbps) - Absolut Oldie (72 kbps) - Absolut Top 2000er (72 kbps) - AIDAradio (72 kbps) - Ballermann Radio (72 kbps) - Beats Radio (72 kbps) - Brillux Radio (72 kbps) - Nostalgie (72 kbps) - Oldie Antenne (72 kbps) - RTL Radio (72 kbps) - Rock Antenne (72 kbps) - Toggo Radio (72 kbps) | - Baden-Württemberg: Ulm (Kuhberg) - Bayern: Augsburg (Hotelturm), Landshut (Altdorf), München (Olympiaturm), Oberammergau, Passau, Wendelstein (Bayrischzell) |

## Baden-Württemberg

### Landesweite Multiplexe
Die Kanäle 8A/8D und 9D bilden gemeinsam das landesweite (teilweise regionalisierte) Multiplex des SWR
| Block                  | Programme (Datendienste) | Gleichwellennetz (SFN) |
| ---------------------- | --- | --- |
| 8A SWR BW S (D__00372) | DAB-Block des SWR: - SWR1 BW (112 kbps) - SWR Kultur (128 kbps) - SWR3 (Rheinland bis Bodensee) (112 kbps) - SWR4 FN (Studio Friedrichshafen) (112 kbps) - SWR4 FR (Südbaden) (112 kbps) - SWR4 S (Studio Stuttgart) (112 kbps) - SWR4 TU (Studio Tübingen) (112 kbps) - SWR4 UL (Studio Ulm) (112 kbps) - SWR Aktuell (72 kbps) - DASDING (112 kbps) - EPG (24 kbps) - TPEG (16 kbps)                                            | Grünten, Konstanz, Memmingen/Niederrieden, Ravensburg (Höchsten), Pfänder (Vorarlberg), Waldburg, Weingarten (Schussental) |
| 8D SWR BW S (D__00235) | DAB-Block des SWR: - SWR1 BW (112 kbps) - SWR Kultur (128 kbps) - SWR3 (Rheinland bis Bodensee) (112 kbps) - SWR4 FN (Studio Friedrichshafen) (112 kbps) - SWR4 FR (Südbaden) (112 kbps) - SWR4 S (Studio Stuttgart) (112 kbps) - SWR4 TU (Studio Tübingen) (112 kbps) - SWR4 UL (Studio Ulm) (112 kbps) - SWR Aktuell (72 kbps) - DASDING (112 kbps) - EPG (24 kbps) - TPEG (16 kbps)                                            | Bad Urach (Hanner Felsen), Baiersbronn, Blauen, Brandenkopf, Bad Säckingen (Eggberg), Elzach Elztal, Eyachtal (Albstadt-Ebingen), Feldberg im Schwarzwald, Freiburg (Schönberg), Hornisgrinde, Raichberg, Reutlingen (Scheibengipfel), Riedlingen (Reifersberg), Schramberg, Rottweil (Deilingen), Schutterlindenberg, Sigmaringen (In der Talwiese), Ulm (Kuhberg), Villingen-Schwenningen (Marbach), Wannenberg, Witthoh |
| 9D SWR BW N (D__00234) | DAB-Block des SWR: - SWR1 BW (112 kbps) - SWR Kultur (128 kbps) - SWR3 (Rheinland bis Bodensee) (112 kbps) - SWR4 HN (Studio Heilbronn) (112 kbps) - SWR4 KA (Studio Karlsruhe) (112 kbps) - SWR4 MA (Studio Mannheim) (112 kbps) - SWR4 S (Studio Stuttgart) (112 kbps) - SWR4 UL (Studio Ulm) (112 kbps) - SWR Aktuell (72 kbps) - DASDING (112 kbps) - EPG (24 kbps) - TPEG (16 kbps)                                          | Aalen, Baden-Baden (Merkur), Bad Mergentheim (Löffelstelzen), Buchen (Odenwald), Ettlingen (Wattkopf), Geislingen (Oberböhringen), Hardberg, Heidelberg (Königstuhl), Heilbronn (Weinsberg), Herbrechtingen, Langenburg, Mannheim-Oststadt, Mühlacker, Murgtal (Draberg), Pforzheim (Langenbrand), Schwäbisch Gmünd, Stuttgart (Fernsehturm), Stuttgart (Funkhaus), Waldenburg (Friedrichsberg), Weinheim (Hirschkopf), Wertheim (Schloßberg) |
| 11B OAS BW (D__00201)  | DAB-Block der On Air support GmbH: - Antenna BW (72 kbps) - Antenne 1 (72 kbps) - baden.fm (72 kbps) - bigFM (72 kbps) - Die Neue 107.7 (72 kbps) - die neue welle (72 kbps) - Energy Stuttgart (72 kbps) - Donau 3 FM (72 kbps) - egoFM (72 kbps) - Hitradio Ohr (72 kbps) - Radio 7 (72 kbps) - Radio Regenbogen (72 kbps) - Rock FM (72 kbps) - Das Neue Radio Seefunk (72 kbps) - Radio Teddy (72 kbps) - Radio Ton (72 kbps) | Aalen, Alpirsbach, Bad Mergentheim (Löffelstelzen), Bad Urach (Hanner Felsen), Baden-Baden (Merkur), Baiersbronn, Blauen, Brandenkopf, Donaueschingen, Freiburg (Schönberg), Forbach, Geislingen (Oberböhringen), Heidelberg (Königstuhl), Heidenheim/Osterholz, Heilbronn (Schweinsberg), Hochrhein (Rickenbach), Hornisgrinde, Karlsruhe (Grünwettersbach), Kempten/Blender, Kreuzwertheim, Lahr (Schutterlindenberg), Langenburg, Mudau, Pfänder, Langenbrand, Raichberg, Ravensburg (Höchsten), Reutlingen (Scheibengipfel), Schramberg/Sulgen-Süd, Stuttgart (Frauenkopf), Witthoh, Ulm (Kuhberg) |

## Bayern

### Landesweite Multiplexe
| Block                 | Programme (Datendienste) | Gleichwellennetz (SFN) |
| --------------------- | --- | --- |
| 11D Bayern (D__00165) | DAB-Block des Bayerischen Rundfunks: - Bayern 1 (Oberbayern) (96 kbps) - Bayern 1 (Niederbayern/Oberpfalz) (96 kbps) - Bayern 1 (Franken) (96 kbps) - Bayern 2 (96 kbps) - Bayern 3 (96 kbps) - BR-Klassik (144 kbps) - BR24 (72 kbps, Mono) - BR Schlager (96 kbps) - Puls (96 kbps) - BR Heimat (128 kbps) - BR Verkehr (16 kbps, Mono) - Antenne Bayern (80 kbps) - BR EPG (8 kbps Daten) - ARD TPEG (24 kbps) | - Unterfranken: Alzenau (Hahnenkamm), Burgsinn (Main-Spessart), Dettelbach, Ebern, Frammersbach (Sauerberg) (geplant), Gemünden, Hammelburg, Kreuzberg (Rhön), Miltenberg-Wenschdorf, Neustadt am Main, Obernburg am Main, Ostheim (Heidelberg), Pfaffenberg (Aschaffenburg), Schweinfurt (Schonungen), Volkach, Wertheim, Würzburg (Frankenwarte), Zeil am Main - Oberfranken: Bad Steben, Bamberg (Geisberg), Burgwindheim (geplant), Coburg (Eckardtsberg), Hof (Labyrinthberg), Kronach, Kulmbach, Ludwigsstadt (Ebersdorf), Ochsenkopf (Fichtelgebirge), Pegnitz - Mittelfranken: Ansbach (geplant), Büttelberg, Hesselberg, Hersbruck, Nürnberg (Fernmeldeturm), Rothenburg ob der Tauber, Treuchtlingen, Weißenburg - Oberpfalz: Altenstadt, Amberg (Hirschau), Amberg-Süd, Dillberg (Neumarkt), Fuchsmühl, Geigant, Hoher Bogen (Furth im Wald), Hohe Linie (Regensburg), Kallmünz (geplant), Pfreimd, Schönsee (Drechselberg), Weigendorf - Niederbayern: Brotjacklriegel, Deggendorf (Aletsberg), Dingolfing, Einödriegel, Kelheim, Landshut (Altdorf), Mainburg, Mallersdorf-Pfaffenberg, Oberfrauenwald, Passau (Kühberg), Pfarrkirchen, Rattenberg, Rotthalmünster, Viechtach (Weigelsberg) (geplant), Vilsbiburg - Schwaben: Augsburg (Hotelturm), Augsburg (Welden), Balderschwang (Oberberg) (R), Grünten, Hühnerberg (Harburg), Kaufbeuren (geplant), Markt Wald, Memmingen, Pfänder (Vorarlberg), Pfronten (Breitenberg), Ulm (Kuhberg) - Oberbayern: Bad Tölz (Gaißach), Berchtesgaden (Jenner) (R), Eichstätt, Fürstenfeldbruck (Schöngeising), Gelbelsee, Herzogstand (Fahrenbergkopf), Hochberg (Traunstein), Hohenpeißenberg, Inntal (Ebbs), Isen, München-Freimann, München-Ismaning, München (Olympiaturm), Neuötting, Oberammergau (Laber), Pfaffenhofen (Wolfsberg), Pfaffenhofen (BR), Reit im Winkl, Untersberg (Salzburg), Tegernseer Tal (Wallberg), Wasserburg am Inn (Koblberg), Wendelstein (Bayrischzell) |

### Regionale Multiplexe
Die Kanäle 6C/7C, 7D, 8C, 10A Unterfranken, 10A Obb/Schw und 10B bilden sechs Multiplexe des BR für regionalisierte bzw. regionale Programme. Für einige aufgeschaltete private Programmveranstalter besteht darüber die Möglichkeit bayernweiter Empfangbarkeit. Einige Standorte senden nur als Repeater (R).
| Block                           | Programme (Datendienste) | Gleichwellennetz (SFN) |
| ------------------------------- | --- | --- |
| 6C Oberpfalz (D__00415)         | DAB-Block des Bayerischen Rundfunks: - Bayern 1 (Mainfranken) (96 kbps) - Bayern 1 (Schwaben) (96 kbps) - BR24live (64 kbps, Mono) - Radio Teddy (72 kbps) - egoFM (72 kbps) - gong.fm (72 kbps) - Charivari (R) (72 kbps) - Charivari (NM) (72 kbps) - Charivari (SAD) (72 kbps) - Charivari (CHA) (72 kbps) - Charivari (KEH) (72 kbps) - Radio Galaxy (AM/WEN) (72 kbps) - Radio Ramasuri (72 kbps) - Arabella Bayern (96 kbps) - Rock Antenne Bayern (72 kbps) - BR EPG (8 kbps) - SPI Oberpfalz (24 kbps) | Altenstadt, Amberg (Hirschau), Amberg-Süd, Dillberg, Fuchsmühl, Geigant, Hoher Bogen, Hohe Linie (Regensburg), Kelheim, Ochsenkopf, Pfreimd, Schönsee (Drechselberg), Weigendorf |
| 7C Oberpfalz (D__00321)         | DAB-Block des Bayerischen Rundfunks: - Bayern 1 (Mainfranken) (96 kbps) - Bayern 1 (Schwaben) (96 kbps) - BR24live (64 kbps, Mono) - Radio Teddy (72 kbps) - egoFM (72 kbps) - gong.fm (72 kbps) - Charivari (R) (72 kbps) - Charivari (NM) (72 kbps) - Charivari (SAD) (72 kbps) - Charivari (CHA) (72 kbps) - Charivari (KEH) (72 kbps) - Radio Galaxy (AM/WEN) (72 kbps) - Radio Ramasuri (72 kbps) - Arabella Bayern (96 kbps) - Rock Antenne Bayern (72 kbps) - BR EPG (8 kbps) - SPI Oberpfalz (24 kbps) | Hoher Bogen |
| 7D Niederbayern (D__00383)      | DAB-Block des Bayerischen Rundfunks: - Bayern 1 (Schwaben) (96 kbps) - Bayern 1 (Mainfranken) (96 kbps) - BR24live (64 kbps, Mono) - Radio Teddy (72 kbps) - egoFM (72 kbps) - Maximal Radio Niederbayern (72 kbps) - Galaxy (LA/DGF) (72 kbps) - Maximal Radio (SR) (72 kbps) - Unser Radio (72 kbps) - Galaxy (PA/DEG) (72 kbps) - Oldie-Welle Niederbayern (72 kbps) - Arabella Bayern (96 kbps) - Rock Antenne Bayern (72 kbps) - BR EPG (8 kbps)                                                          | Brotjacklriegel, Deggendorf (Aletsberg), Dingolfing, Einödriegel, Kelheim, Landshut (Altdorf), Mainburg, Mallersdorf-Pfaffenberg, Oberfrauenwald, Passau (Kühberg), Pfarrkirchen, Rattenberg, Rotthalmünster, Viechtach (Weigelsberg) (geplant), Vilsbiburg |
| 8C Mittelfranken (D__00327)     | DAB-Block des Bayerischen Rundfunks: - Bayern 1 (Mainfranken) (96 kbps) - Bayern 1 (Schwaben) (96 kbps) - BR24live (64 kbps, Mono) - BR Verkehr (16 kbps, Mono) - Radio Teddy (72 kbps) - egoFM (72 kbps) - Radio 8 (72 kbps) - Galaxy Mittelfranken (72 kbps) - Arabella Bayern (96 kbps) - Rock Antenne Bayern (72 kbps) - BR EPG (8 kbps) | Büttelberg, Dillberg, Hesselberg, Hersbruck, Nürnberg (Fernmeldeturm), Rothenburg ob der Tauber, Treuchtlingen, Weißenburg |
| 10A Unterfranken (D__00308)     | DAB-Block des Bayerischen Rundfunks: - Bayern 1 (Mainfranken) (96 kbps) - Bayern 1 (Schwaben) (96 kbps) - BR24live (64 kbps, Mono) - Radio Teddy (72 kbps) - egoFM (72 kbps) - Gong Würzburg (72 kbps) - Charivari Würzburg (72 kbps) - Radio Primavera (72 kbps) - Galaxy Aschaffenburg (72 kbps) - Primaton (72 kbps) - Radio Hashtag+ (72 kbps) - Arabella Bayern (96 kbps) - Rock Antenne Bayern (72 kbps) - BR EPG (8 kbps)                                                                               | Alzenau-Hahnenkamm, Burgsinn, Dettelbach, Ebern, Gemünden, Hammelburg, Kreuzberg, Miltenberg-Wenschdorf, Neustadt am Main, Obernburg am Main, Ostheim/Heidelberg, Pfaffenberg, Schweinfurt (Schonungen), Volkach, Wertheim, Würzburg (Frankenwarte), Zeil am Main |
| 10A Oberbay/Schwaben (D__00354) | DAB-Block des Bayerischen Rundfunks: - Bayern 1 (Schwaben) (96 kbps) - Bayern 1 (Mainfranken) (96 kbps) - BR24live (64 kbps, Mono) - Radio Teddy (72 kbps) - egoFM (72 kbps) - Arabella Bayern (96 kbps) - Rock Antenne Bayern (72 kbps) - BR EPG (8 kbps Daten) - BR News (8 kbps Daten) | - Oberbayern: Bad Tölz (Gaißach), Berchtesgaden (Jenner) (R), Eichstätt, Fürstenfeldbruck (Schöngeising), Gelbelsee (Ingolstadt), Herzogstand (Fahrenbergkopf), Hochberg (Traunstein), Hohenpeißenberg, Inntal (Ebbs), Isen, München-Freimann, München-Ismaning, München (Olympiaturm), Neuötting, Oberammergau, Pfaffenhofen (Wolfsberg), Reit im Winkl, Untersberg, Tegernseer Tal (Wallberg), Wasserburg am Inn (Koblberg), Wendelstein (Bayrischzell) - Schwaben: Augsburg (Hotelturm), Augsburg (Welden), Balderschwang (Oberberg) (R), Grünten, Hühnerberg, Kaufbeuren (geplant), Markt Wald, Memmingen, Pfänder (Vorarlberg), Pfronten (Breitenberg), Ulm (Kuhberg) |
| 10B Oberfranken (D__00305)      | DAB-Block des Bayerischen Rundfunks: - Bayern 1 (Mainfranken) (96 kbps) - Bayern 1 (Schwaben) (96 kbps) - BR24live (64 kbps, Mono) - Radio Teddy (72 kbps) - egoFM (72 kbps) - Radio Mainwelle (72 kbps) - Radio Plassenburg (72 kbps) - Radio Eins Coburg (72 kbps) - Radio Bamberg (72 kbps) - Galaxy Oberfranken (72 kbps) - Extra-Radio Hof (72 kbps) - Radio Euroherz (72 kbps) - Arabella Bayern (96 kbps) - Rock Antenne Bayern (72 kbps) - BR EPG (8 kbps)                                             | Bad Steben, Bamberg (Geisberg), Coburg (Eckardtsberg), Ludwigsstadt (Ebersdorf), Hof (Labyrinthberg), Kronach, Kulmbach, Ochsenkopf (Fichtelgebirge), Pegnitz |

### Lokale Multiplexe
Die lokalen Multiplexe werden von der BLM veranstaltet.
| Block                          | Programme (Datendienste) | Gleichwellennetz (SFN) |
| ------------------------------ | --- | --- |
| 6A Ingolstadt (D__00163)       | DAB-Block der Bayern Digital Radio: - Radio IN (72 kbps) - Galaxy Ingolstadt (72 kbps) - Oldie-Welle Ingolstadt (72 kbps) - RT1 ND-SOB (72 kbps) - RT1 in the mix (80 kbps) - Gong 96,3 IN (88 kbps) | Eichstätt (Schönblick), Gelbelsee (Denkendorf), Pfaffenhofen (Wolfsberg) |
| 7A Oberbayern Süd (D__00406)   | DAB-Block der Bayern Digital Radio: - 106.4 TOP FM (80 kbps) - Radio Oberland (96 kbps) - Charivari (RO) (96 kbps) - Radio Galaxy (RO) (96 kbps) - AlpinFM (96 kbps) - Bayernwelle (96 kbps) - Radio ISW (80 kbps) - Radio Alpenwelle (96 kbps) - Münchner Kirchenradio (80 kbps) | Bad Tölz (Gaißach), Berchtesgaden (Jenner) (R), Herzogstand (Fahrenbergkopf), Hochberg (Traunstein), Hohenpeißenberg, Inntal (Ebbs), Isen, Neuötting, Oberammergau, Reit im Winkl, Untersberg, Tegernseer Tal (Wallberg), Wasserburg am Inn (Koblberg) (geplant), Wendelstein (Bayrischzell) |
| 8B AllgäuDonauIller (D__00307) | DAB-Block der Bayern Digital Radio: - Hitradio RT1 Südschwaben (80 kbps) - Galaxy Allgäu (72 kbps) - Allgäu Hit (96 kbps) - Radio Schwaben (80 kbps) - Donau 3 FM (80 kbps) - Radio 7 (80 kbps) - Fantasy Allgäu (72 kbps) | Augsburg (Welden) (geplant), Balderschwang (R), Grünten, Kaufbeuren (geplant), Markt Wald, Memmingen, Pfänder (Vorarlberg), Pfronten (Breitenberg), Ulm-Kuhberg |
| 9C Augsburg (D__00172)         | DAB-Block der Bayern Digital Radio: - Hitradio RT1 Nordschwaben (88 kbps) - Hitradio RT1 Augsburg (88 kbps) - Radio Augsburg (88 kbps) - Radio Fantasy (88 kbps) - Fantasy Classix (80 kbps) - Fantasy Lounge (80 kbps) - Smart Radio (88 kbps) - Mega Radio Mix (80 kbps) - Mega 80s (80 kbps) - RT1 Relax (72 kbps) - RT1 in the mix (80 kbps) - Radio Galaxy (80 kbps) - Radio Schwaben (80 kbps)                                               | Augsburg (Hotelturm), Augsburg (Welden), Hühnerberg |
| 10C Nuernberg (D__00173)       | DAB-Block der Bayern Digital Radio: - Radio Gong 97,1 (88 kbps) - Energy Nürnberg (80 kbps) - 98.6 Charivari (88 kbps) - Mein Lieblingsradio (88 kbps) - Hit Radio N1 (88 kbps) - Radio F (88 kbps) - Radio Z (80 kbps) - Star FM (80 kbps) - max neo (88 kbps) - Mega Radio Mix (80 kbps) - Pirate Gong (88 kbps) - N90 4 Beat (88 kbps) | Dillberg, Nürnberg (Fernmeldeturm) |
| 11C Muenchen (D__00196)        | DAB-Block der Bayern Digital Radio: - Radio 2Day (80 kbps) - Digital Classix (80 kbps) - Gong 96.3 (80 kbps) - 95.5 Charivari (80 kbps) - Energy München (80 kbps) - Arabella München (80 kbps) - Top FM (80 kbps) - Radio München (80 kbps) - M94.5 (96 kbps) - LORA München (80 kbps) - Radio Feierwerk (80 kbps) - CRM 92,4 (80 kbps) - Münchner Kirchenradio (80 kbps) - Mega Radio Mix (80 kbps) - Radio Galaxy (80 kbps) - 089Kult (80 kbps) | Fürstenfeldbruck (Schöngeising), Isen, München-Ismaning, München (Olympiaturm) |

## Berlin und Brandenburg

### Landesweite Multiplexe
| Block                           | Programme (Datendienste) | Gleichwellennetz (SFN) |
| ------------------------------- | --- | --- |
| 7B Berlin/BRBG 7B (D__00245)    | DAB+-Block der Media Broadcast (mabb): - 106.4 pure fm (72 kbps) - ByteFM (72 kbps) - Discofox Antenne(72 kbps) - Jam FM (72 kbps) - Kiss FM (72 kbps) - Metropol FM (72 kbps) - Maxx FM (72 kbps) - Mega Radio Mix (72 kbps) - Radio Orient (72 kbps) - Radio Gold (72 kbps) - Radio Holiday (72 kbps) - Radio Paradiso (72 kbps) - Radio Teddy (72 kbps) - Star*Sat Radio (72 kbps) | Berliner Fernsehturm |
| 7D rbb Berlin K7D (D__00246)    | DAB-Block des Rundfunk Berlin-Brandenburg: - Antenne Brandenburg (P) (80 kbps) - rbb 88.8 (88 kbps) - radio1 (P) (88 kbps) - Fritz (88 kbps) - rbb24 Inforadio (64 kbps) - radio3 vom rbb (96 kbps) - WDR Maus (80 kbps) - BR Heimat (128 kbps) - BR-Klassik (144 kbps) - rbb EPG (16 kbps Daten) - rbb TPEG (16 kbps Daten) | Berliner Fernsehturm, Berlin (Scholzplatz) |
| 10B rbb BRB/BLN K10B (D__00328) | DAB-Block des Rundfunk Berlin-Brandenburg: - Antenne Brandenburg (CB) (88 kbps) - Antenne Brandenburg (FFO) (88 kbps) - Antenne Brandenburg (P) (80 kbps) - Antenne Brandenburg (PBG) (80 kbps) - Antenne Brandenburg (PZL) (80 kbps) - rbb 88.8 (88 kbps) - radio1 (CB) (96 kbps) - radio1 (FFO) (96 kbps) - radio1 (P) (88 kbps) - Fritz (88 kbps) - rbb24 Inforadio (64 kbps) - radio3 vom rbb (96 kbps) - COSMO (96 kbps) - rbb EPG (16 kbps Daten) - rbb TPEG (8 kbps Daten)                                                                    | - Berlin: Berlin (Scholzplatz), Berlin-Rudow - Brandenburg: Bad Belzig, Booßen, Calau, Casekow, Cottbus-Stadt, Eberswalde, Eisenhüttenstadt, Forst (Lausitz), Herzberg, Petkus, Pritzwalk, Templin |
| 12D Berlin/BRBG K12D (D__00012) | DAB+-Block der Media Broadcast (mabb): - 94,3 rs2 (72 kbps) - 104.6 RTL (72 kbps) - 105.5 Spreeradio (72 kbps) - BB Radio (72 kbps) - bigFM Berlin (72 kbps) - BRF 91.4 (72 kbps) - Energy Berlin (72 kbps) - ERF Jess (72 kbps) - Power Radio (72 kbps) - Schlager Radio (72 kbps) - Radio Cottbus (72 kbps) - Radio Paloma (72 kbps) - Radio Potsdam (72 kbps) - Star FM Rock (72 kbps) - BHeins (72 kbps) - Radio Slubfurt (72 kbps) - Radio Woltersdf (72 kbps) - Radio Ginseng (72 kbps) - Radiokombinat (72 kbps) - freies Radio Pdm (72 kbps) | - Berlin: Berliner Fernsehturm, Berlin (Schäferberg) - Brandenburg: Booßen, Calau, Cottbus (Hufelandstr.)                                                                                          |

## Bremen
| Block                      | Programme (Datendienste) | Gleichwellennetz (SFN)                 |
| -------------------------- | --- | -------------------------------------- |
| 6A Bremen K6A (D__00389)   | DAB+ Block von Media Broadcast: - Antenne Schlager (72 kbps) - bigFM (72 kbps) - Energy Bremen (72 kbps) - Star FM Maximum Rock (72 kbps) - Oldie Antenne (72 kbps) - Radio 21 (72 kbps) - radio ffn (HB/OL) (72 kbps) - Radio Nordseewelle (WHV) (72 kbps) - Radio Roland (72 kbps) - Radio Weser.TV HB (72 kbps) - Radio Weser.TV BHV (72 kbps) - The Wolf Bremen (72 kbps) | Bremen (Walle), Bremerhaven-Schiffdorf |
| 6D Radio Bremen (D__00343) | DAB+ Block von Radio Bremen: - Bremen Eins (128 kbps) - Bremen Zwei (128 kbps) - COSMO (112 kbps) - Bremen Vier (128 kbps) - Bremen Next (128 kbps) - Die Maus (96 kbps) | Bremen (Walle), Bremerhaven-Schiffdorf |

## Hamburg
| Block                       | Programme (Datendienste) | Gleichwellennetz (SFN)                             |
| --------------------------- | --- | -------------------------------------------------- |
| 10A NDR HH (D__00240)       | DAB-Block des Norddeutschen Rundfunks: - NDR 90,3 (104 kbps) - NDR 1 SH NOR (Norderstedt) (104 kbps) - NDR 1 NDS LG (Lüneburg) (104 kbps) - NDR 2 HH (104 kbps) - NDR Kultur (104 kbps) - NDR Info HH (104 kbps) - N-Joy (104 kbps) - NDR Blue (104 kbps) - NDR Schlager (104 kbps) - NDR Info Spezial (104 kbps) - NDR BWS - NDR TPEG | Hamburg (Heinrich-Hertz-Turm), Hamburg (Moorfleet) |
| 10D Hamburg K10D (D__00264) | DAB-Block der Media Broadcast: - Antenne Schlager (72 kbps) - delta radio (HH) (72 kbps) - Energy Hamburg (72 kbps) - Hamburg Zwei (72 kbps) - Kiss FM (seit 01.12.2024) - Klassik Radio (HH) (64 kbps) - lulu.fm (72 kbps) - Megaradiomix (64 kbps) - Oldie Antenne (bis 30.11.2024) - Radio 21 (HH) (72 kbps) - radio ffn (HH) (72 kbps) - Radio Hamburg (72 kbps) - Radio Paloma (72 kbps) - R.SH (HH) (72 kbps) - Rock Antenne (HH) (72 kbps) - Star*Sat Radio (64 kbps) - TRIGGER.FM (72 kbps) | Hamburg (Heinrich-Hertz-Turm)                      |
| 12C Hamburg K12C (D__00002) | DAB-Block der Media Broadcast: - 89.0 RTL (72 kbps) - ahoy Radio (72 kbps) - Barba Radio (72 kbps) - bigFM (72 kbps) - ByteFM (72 kbps) - FG CHIC (72 kbps) - FSK Hamburg (Freies Sender Kombinat) (72 kbps) - Jam FM (72 kbps) - Ostseewelle (HH) (72 kbps) - Radio Bollerwagen (72 kbps) - Radio Nordseewelle (72 kbps) - Radio Paradiso (72 kbps) - Radio Teddy (72 kbps) - The Wolf Hamburg (72 kbps) - Tide (72 kbps)                                                                          | Hamburg (Heinrich-Hertz-Turm)                      |

## Hessen

### Landesweite Multiplexe
| Block                  | Programme (Datendienste) | Gleichwellennetz (SFN) |
| ---------------------- | --- | --- |
| 7B hr Radio (D__30122) | DAB+-Multiplex des HR: - hr1 Rhein-Main (Süd) (88 kbps) - hr1 Nordhessen (Nord) (88 kbps) - hr1 Mittelhessen (Mitte) (88 kbps) - hr2 (136 kbps) - hr3 Rhein-Main (Süd) (88 kbps) - hr3 Nordhessen (Nord) (88 kbps) - hr3 Mittelhessen (Mitte) (88 kbps) - hr4 Rhein-Main (Süd) (88 kbps) - hr4 Nordhessen (Nord) (88 kbps) - hr4 Mittelhessen (Mitte) (88 kbps) - YOU FM (88 kbps) - hr-iNFO (88 kbps) - hr EPG (32 kbps) - hr journaline (32 kbps) - hr TPEG (32 kbps) | - Nordhessen: Habichtswald, Hoher Meißner, Holzminden-Neuhaus, Haina/Hohes Lohr (geplant) - Osthessen: Heidelstein/Rhön, Kreuzberg, Rimberg, Schlüchtern, Bad Hersfeld (Wippershainer Höhe) (geplant) - Mittelhessen: Biedenkopf (Sackpfeife), Diez/Lahntal, Gießen (Dünsberg), Herborn-Burg, Driedorf/Höllberg (Westerwald), Hoherodskopf (Vogelsberg) (geplant) - Rhein/Main: Großer Feldberg (Taunus), Frankfurt (Europaturm), Gelnhausen (Schnepfenkopf), Hohe Wurzel, Mainz-Kastel - Südhessen: Darmstadt-Weiterstadt, Hardberg, Würzberg, Krehberg (Odenwald) (geplant) |

### Regionale Multiplexe
Die Kanäle 6A und 12C bilden zwei Multiplexe von Hessen Digital Radio für regionalisierte bzw. regionale Programme. Für einige aufgeschaltete private Programmveranstalter besteht darüber die Möglichkeit hessenweiter Empfangbarkeit.
| Block                     | Programme (Datendienste) | Gleichwellennetz (SFN)                                                                           |
| ------------------------- | --- | ------------------------------------------------------------------------------------------------ |
| 6A HESSEN NORD (D__00398) | DAB-Multiplex der Hessen Digital Radio: - bigFM Hessen (72 kbps) - Freies Radio Kassel (64 kbps) - 80er Radio Harmony (80 kbps) - Hit Radio FFH (KS) (80 kbps) - Hit Radio FFH (FD) (80 kbps) - Hit Radio FFH (GI) (80 kbps) - Oldie Antenne (72 kbps) - Planet Radio (80 kbps) - Radio Bollerwagen (72 kbps) - Radio Teddy (56 kbps) - Radio Unerhört Marburg (64 kbps) - Radio Vidovdan (72 kbps) - RundFunk Meißner (64 kbps) - The Wolf Hessen (72 kbps)                                           | Biedenkopf (Sackpfeife), Fulda (Hummelskopf), Gießen (Dünsberg), Habichtswald, Hoher Meißner     |
| 12C HESSEN SÜD (D__00207) | DAB-Multiplex der Hessen Digital Radio: - Antenne Mainz (56 kbps) - Antenne Wiesbaden (56 kbps) - bigFM Hessen (72 kbps) - 80er Radio Harmony (80 kbps) - Hit Radio FFH (F) (80 kbps) - Hit Radio FFH (DA) (80 kbps) - Planet Radio (80 kbps) - Radio Bollerwagen (72 kbps) - Radio Darmstadt (64 kbps) - Radio Frankfurt (56 kbps) - Radio RheinWelle 92,5 (64 kbps) - Radio Rüsselsheim (64 kbps) - Radio Teddy (56 kbps) - Radio Vidovdan (72 kbps) - Radio X (64 kbps) - The Wolf Hessen (72 kbps) | Großer Feldberg (Taunus), Frankfurt (Europaturm), Hardberg (Odenwald), Hohe Wurzel, Mainz-Kastel |

## Mecklenburg-Vorpommern

### Landesweite Multiplexe
Die Kanäle 8B, 10C, 11B, 11D und 12B bilden gemeinsam das landesweite regionalisierte Multiplex des NDR. Einige Standorte senden nur als Repeater (R).
| Block                     | Programme (Datendienste) | Gleichwellennetz (SFN)                                                                                                |
| ------------------------- | --- | --- |
| 8B NDR MV HGW (D__00339)  | DAB-Block des Norddeutschen Rundfunks: - NDR 1 MV HGW (Greifswald) (104 kbps) - NDR 2 MV (104 kbps) - NDR Kultur (104 kbps) - NDR Info MV (104 kbps) - N-Joy (104 kbps) - NDR Blue (104 kbps) - NDR Schlager (104 kbps) - NDR Info Spezial (104 kbps) - NDR BWS - NDR TPEG                                           | Ahrenshoop, Demmin (R), Garz (Rügen), Greifswald, Heringsdorf, Marlow, Sagard (Rügen), Stralsund, Züssow              |
| 10C NDR MV NB (D__00338)  | DAB-Block des Norddeutschen Rundfunks: - NDR 1 MV NB (Neubrandenburg) (104 kbps) - NDR 2 MV (104 kbps) - NDR Kultur (104 kbps) - NDR Info MV (104 kbps) - N-Joy (104 kbps) - NDR Blue (104 kbps) - NDR Schlager (104 kbps) - NDR Info Spezial (104 kbps) - NDR BWS - NDR TPEG                                        | Helpterberg, Malchin, Neubrandenburg, Neustrelitz, Röbel                                                              |
| 11B NDR MV HRO (D__00292) | DAB-Block des Norddeutschen Rundfunks: - NDR 1 MV HRO (Rostock) (104 kbps) - NDR 2 MV (104 kbps) - NDR Kultur (104 kbps) - NDR Info MV (104 kbps) - N-Joy (104 kbps) - NDR Blue (104 kbps) - NDR Schlager (104 kbps) - NDR Info Spezial (104 kbps) - NDR BWS - NDR TPEG                                              | Ahrenshagen (R), Bad Doberan, Güstrow, Malchin, Rostock (Toitenwinkel)                                                |
| 11D NDR MV PW (D__00329)  | DAB-Block des Norddeutschen Rundfunks: - NDR 1 MV HGW (Greifswald) (104 kbps) - NDR 1 MV NB (Neubrandenburg) (104 kbps) - NDR 2 MV (104 kbps) - NDR Kultur (104 kbps) - NDR Info MV (104 kbps) - N-Joy (104 kbps) - NDR Blue (104 kbps) - NDR Schlager (104 kbps) - NDR Info Spezial (104 kbps) - NDR BWS - NDR TPEG | Casekow, Pasewalk-Ost, Ueckermünde                                                                                    |
| 12B NDR MV SN (D__00277)  | DAB-Block des Norddeutschen Rundfunks: - NDR 1 MV SN (Schwerin) (104 kbps) - NDR 2 MV (104 kbps) - NDR Kultur (104 kbps) - NDR Info MV (104 kbps) - N-Joy (104 kbps) - NDR Blue (104 kbps) - NDR Schlager (104 kbps) - NDR Info Spezial (104 kbps) - NDR BWS - NDR TPEG                                              | Bennin, Karenz/Dömitz, Grevesmühlen-Hamberge, Marnitz (Ruhner Berge), Schwerin (Zippendorf-Gr.Dreesch), Wismar, Zehna |

### Lokale Multiplexe
| Block                       | Programme (Datendienste) | Small Scale      |
| --------------------------- | ------------------------ | ---------------- |
| 10A DAB+ Rostock (D__00519) | - LOHRO (120 kbps)       | Rostock (2,0 kW) |

## Niedersachsen

### Landesweite Multiplexe
Die Kanäle 6C, 7A, 8D, 9B und 10A bilden gemeinsam das landesweite regionalisierte Multiplex des NDR. Einige Standorte senden nur als Repeater (R).
| Block                     | Programme (Datendienste) | Gleichwellennetz (SFN) |
| ------------------------- | --- | --- |
| 6C NDR NDS BS (D__00291)  | DAB-Block des Norddeutschen Rundfunks: - NDR 1 NDS BS (Braunschweig) (104 kbps) - NDR 2 NDS (104 kbps) - NDR Kultur (104 kbps) - NDR Info NDS (104 kbps) - N-Joy (104 kbps) - NDR Blue (104 kbps) - NDR Schlager (104 kbps) - NDR Info Spezial (104 kbps) - NDR BWS (16 kbps) - ARD TPEG (16 kbps)                                                      | Bad Sachsa (Ravensberg), Braunlage (Hohegeiss), Braunschweig (Drachenberg), Einbeck (Fuchshöhlenberg), Göttingen (Bovenden), Göttingen (Nikolausberg), Goslar (Sudmerberg), Hann. Münden/Tannenkamp, Holzminden-Neuhaus, Lügde-Rischenau (Köterberg), Salzgitter/Klein Flöthe, Stadtoldendorf (R), Staufenberg-Sichelnstein, Torfhaus, Uelzen, Wolfsburg (Klieversberg) (R) |
| 6C NDR NDS CUX (D__00004) | DAB-Block des Norddeutschen Rundfunks: - NDR 1 NDS OL (Oldenburg) (104 kbps) - NDR 90,3 (104 kbps) - NDR 1 SH HEI (Heide) (104 kbps) - NDR 2 NDS (104 kbps) - NDR Kultur (104 kbps) - NDR Info NDS (104 kbps) - N-Joy (104 kbps) - NDR Blue (104 kbps) - NDR Schlager (104 kbps) - NDR Info Spezial (104 kbps) - NDR BWS (16 kbps) - ARD TPEG (16 kbps) | Cuxhaven-Stadt |
| 7A NDR NDS HAN (D__00392) | DAB-Block des Norddeutschen Rundfunks: - NDR 1 NDS HAN (Hannover) (104 kbps) - NDR 2 NDS (104 kbps) - NDR Kultur (104 kbps) - NDR Info NDS (104 kbps) - N-Joy (104 kbps) - NDR Blue (104 kbps) - NDR Schlager (104 kbps) - NDR Info Spezial (104 kbps) - NDR BWS (16 kbps) - ARD TPEG (16 kbps)                                                         | Alfeld (Reuberg), Bad Pyrmont (R), Celle (R), Hannover (Telemax), Hildesheim (Sibbesse), Hohe Egge (Süntel), Linsburg (Grinderwald), Stadthagen, Unterlüß (Südheide) |
| 8D NDR NDS OL (D_00423)   | DAB-Block des Norddeutschen Rundfunks: - NDR 1 NDS OL (Oldenburg) (104 kbps) - NDR 2 NDS (104 kbps) - NDR Kultur (104 kbps) - NDR Info NDS (104 kbps) - N-Joy (104 kbps) - NDR Blue (104 kbps) - NDR Schlager (104 kbps) - NDR Info Spezial (104 kbps) - NDR BWS (16 kbps) - ARD TPEG (16 kbps)                                                         | Aurich-Popens, Borkum (geplant), Bremen (Walle), Bremerhaven (Schiffdorf), Molbergen (R), Steinkimmen (Ganderkesee), Vechta-Langförden, Wilhelmshaven |
| 9B NDR NDS LG (D__00375)  | DAB-Block des Norddeutschen Rundfunks: - NDR 1 NDS LG (Lüneburg) (104 kbps) - NDR 2 NDS (104 kbps) - NDR Kultur (104 kbps) - NDR Info NDS (104 kbps) - N-Joy (104 kbps) - NDR Blue (104 kbps) - NDR Schlager (104 kbps) - NDR Info Spezial (104 kbps) - NDR BWS (16 kbps) - ARD TPEG (16 kbps)                                                          | Bispingen, Dannenberg, Heeslingen-Steddorf (R), Lüneburg-Neu Wendhausen, Rosengarten, Stade, Unterlüß (Südheide), Visselhövede |
| 10A NDR NDS OS (D__00336) | DAB-Block des Norddeutschen Rundfunks: - NDR 1 NDS OS (Osnabrück) (104 kbps) - NDR 2 NDS (104 kbps) - NDR Kultur (104 kbps) - NDR Info NDS (104 kbps) - N-Joy (104 kbps) - NDR Blue (104 kbps) - NDR Schlager (104 kbps) - NDR Info Spezial (104 kbps) - NDR BWS (16 kbps) - ARD TPEG (16 kbps)                                                         | Damme, Lingen, Osnabrück (Bramsche-Schleptruper Egge), Osnabrück (Grafensundern), Papenburg, Sögel/Windberg, Wilsum (R) |

### Regionale Multiplexe
Die Kanäle 7B, 7D, 8B Osnabrück, 8B Lüneburg, 8C, 9C, 10B, 10C, 11A und 11B bilden zehn Multiplexe der Media Broadcast für regionalisierte bzw. regionale Programme. Für einige aufgeschaltete private Programmveranstalter besteht darüber die Möglichkeit einer landesweiten Empfangbarkeit in Niedersachsen.
| Block                           | Programme (Datendienste) | Gleichwellennetz (SFN)                                |
| ------------------------------- | --- | ----------------------------------------------------- |
| 7B NI ALTESLAND K7B (D__00343)  | DAB-Block der Media Broadcast: - 89.0 RTL (72 kbps) - Antenne Niedersachsen (72 kbps) - Antenne Schlager (72 kbps) - bigFM (72 kbps) - Jam FM (72 kbps) - NIUS - Das Radio (72 kbps) - Oldie Antenne (72 kbps) - Radio 21 (72 kbps) - Radio Bollerwagen (72 kbps) - radio ffn (72 kbps) - Nordseewelle (72 kbps) - The Wolf (72 kbps) | Rosengarten, Visselhövede                             |
| 7D NI GOETTNGN K7D (D__00532)   | DAB-Block der Media Broadcast: - 89.0 RTL (72 kbps) - Antenne Niedersachsen (72 kbps) - Antenne Schlager (72 kbps) - bigFM (72 kbps) - Jam FM (72 kbps) - NIUS - Das Radio (72 kbps) - Oldie Antenne (72 kbps) - Radio 21 (GÖ/Harz) (72 kbps) - Radio ffn (72 kbps) - Radio Bollerwagen (72 kbps) - Radio SAW (72 kbps) - The Wolf (GÖ/Harz) (72 kbps) - StadtRadio Göttingen (64 kbps)                                                                      | Göttingen (Bovenden)                                  |
| 8B NI OSNABRCK K8B (D_00539)    | DAB-Block der Media Broadcast: - 89.0 RTL (72 kbps) - Antenne Niedersachsen (72 kbps) - Antenne Schlager (72 kbps) - bigFM (72 kbps) - Jam FM (72 kbps) - NIUS - Das Radio (72 kbps) - Oldie Antenne (72 kbps) - Radio 21 (OS) (72 kbps) - Radio Bollerwagen (72 kbps) - radio ffn (72 kbps) - Radio Osnabrück (OS) (72 kbps) - The Wolf (OS) (72 kbps) - OS-Radio 104,8 (64 kbps)                                                                           | Osnabrück (Bramsche-Schleptruper Egge)                |
| 8B NI LUENEBURG K8B (D__00534)  | DAB-Block der Media Broadcast: - 89.0 RTL (72 kbps) - Antenne Niedersachsen (72 kbps) - Antenne Schlager (72 kbps) - bigFM (72 kbps) - Jam FM (72 kbps) - NIUS - Das Radio (72 kbps) - Oldie Antenne (72 kbps) - Radio 21 (LG Heide) (72 kbps) - Radio Bollerwagen (72 kbps) - Radio ffn (72 kbps) - The Wolf (LG Heide) (72 kbps) - Radio ZuSa (64 kbps) | Lüneburg-Neu Wendhausen                               |
| 8C NI HANNOVER K8C (D__00533)   | DAB-Block der Media Broadcast: - 89.0 RTL (72 kbps) - Antenne Niedersachsen (72 kbps) - Antenne Schlager (72 kbps) - bigFM (72 kbps) - Star FM Maximum Rock (72 kbps) - Jam FM (72 kbps) - Leibniz FM (64 kbps) - Meer Radio (72 kbps) - Oldie Antenne (72 kbps) - Radio 21 (H) (72 kbps) - Radio Bollerwagen (72 kbps) - Radio ffn (72 kbps) - Radio Hannover (72 kbps) - Radio Teddy (80 kbps) - The Wolf (H) (72 kbps) - Radio Tonkuhle (64 kbps)         | Hannover (Telemax), Hildesheim (Sibbesse)             |
| 9C NI WESERBLND K9C (D__00536)  | DAB-Block der Media Broadcast: - 89.0 RTL (72 kbps) - Antenne Niedersachsen (72 kbps) - Antenne Schlager (72 kbps) - bigFM (72 kbps) - Jam FM (72 kbps) - NIUS - Das Radio (72 kbps) - Meer Radio (72 kbps) - Oldie Antenne (72 kbps) - Radio 21 (Weser) (72 kbps) - Radio Bollerwagen (72 kbps) - radio ffn (72 kbps) - Radio Mittelweser (72 kbps) - Radio Osnabrück (Weser) (72 kbps) - The Wolf (Weser) (72 kbps)                                        | Stadthagen/Bückeberge                                 |
| 10B NI OLDENBRG K10B (D__00281) | DAB-Block der Media Broadcast: - 89.0 RTL (72 kbps) - Antenne Niedersachsen (72 kbps) - Antenne Schlager (72 kbps) - bigFM (72 kbps) - Energy Bremen (72 kbps) - Jam FM (72 kbps) - Oldie Antenne (72 kbps) - Radio 21 (OL) (72 kbps) - Radio Bollerwagen (72 kbps) - radio ffn (72 kbps) - Nordseewelle (72 kbps) - Nordseewelle 2 (72 kbps) - Radio Osnabrück (OL) (72 kbps) - Radio Roland (72 kbps) - The Wolf (OL) (72 kbps) - oldenburg eins (64 kbps) | Steinkimmen                                           |
| 10C NI EMSLAND K10C (D__00535)  | DAB-Block der Media Broadcast: - 89.0 RTL (72 kbps) - Antenne Niedersachsen (72 kbps) - Antenne Schlager (72 kbps) - bigFM (72 kbps) - Jam FM (72 kbps) - NIUS - Das Radio (72 kbps) - Oldie Antenne (72 kbps) - Radio 21 (Ems) (72 kbps) - Radio Bollerwagen (72 kbps) - radio ffn (72 kbps) - Radio Osnabrück (CLP/Vechta) (72 kbps) - Nordseewelle (72 kbps) - Nordseewelle 2 (72 kbps) - The Wolf (Ems) (72 kbps) - Ems-Vechte-Welle (64 kbps)           | Molbergen-Peheim (Cloppenburg)                        |
| 11A NI NORDSEE K11A (D__00263)  | DAB-Block der Media Broadcast: - 89.0 RTL (72 kbps) - Antenne Niedersachsen (72 kbps) - Antenne Schlager (72 kbps) - bigFM (72 kbps) - Jam FM (72 kbps) - NIUS - Das Radio (72 kbps) - Oldie Antenne (72 kbps) - Radio 21 (Küste) (72 kbps) - Radio Bollerwagen (72 kbps) - Radio ffn (72 kbps) - Nordseewelle (72 kbps) - Nordseewelle 2 (72 kbps) - The Wolf (Küste) (72 kbps) - Radio Ostfriesland (64 kbps)                                              | Aurich                                                |
| 11B NI BRAUNSCW K11B (D__00291) | DAB-Block der Media Broadcast: - 89.0 RTL (72 kbps) - Absolut AI (72 kbps) - Antenne Niedersachsen (72 kbps) - Antenne Schlager (72 kbps) - bigFM (72 kbps) - Star FM Maximum Rock (80 kbps) - Jam FM (72 kbps) - Oldie Antenne (72 kbps) - Radio 21 (BS) (72 kbps) - Radio38 (72 kbps) - Radio Bollerwagen (72 kbps) - Radio ffn (72 kbps) - Radio SAW (72 kbps) - Radio Teddy (80 kbps) - The Wolf (BS) (72 kbps) - Radio Okerwelle (64 kbps)              | Braunschweig (Broitzem), Wolfsburg (Klieversberg) (R) |

## Nordrhein-Westfalen

### Landesweite Multiplexe
| Block                       | Programme (Datendienste) | Gleichwellennetz (SFN) |
| --------------------------- | --- | --- |
| 9D Mein NRW DAB+ (D__00517) | DAB-Block von audio.digital NRW: - 80er Radio Harmony (72 kbps) - Antenne NRW (72 kbps) - bigFM (NRW) (72 kbps) - Energy NRW (72 kbps) - Kulthitradio (72 kbps) - Noxx (72 kbps) - bigFM NRW (72 kbps) - Oldie Antenne (72 kbps) - Radio 21 NRW (72 kbps) - Radio Bollerwagen (72 kbps) - Radio Paloma (NRW) (72 kbps) - Radio Paradiso (72 kbps) - Radio Teddy NRW (72 kbps) - Rock Antenne (72 kbps) - Schlager Radio (NRW) (72 kbps) - Star FM (72 kbps) | - Region Aachen: Aachen (Karlshöhe) - Bergisches Land: Wuppertal (Küllenhahn) - Rheinland: Bonn (Venusberg), Köln (Colonius) - Rhein-Ruhr: Düsseldorf (Rheinturm), Essen, Wesel - Ruhrgebiet: Dortmund (Florianturm) - Münsterland: Münster (Fernmeldeturm), Schöppingen - Ostwestfalen-Lippe: Bielefeld (Hünenburg), Eggegebirge, Lügde-Rischenau (Köterberg), Minden (Jakobsberg) - Südwestfalen: Herscheid, Hochsauerland (Hunau), Siegen-Süd |
| 11D WDR NRW (D__00236)      | DAB-Multiplex des WDR: - 1 Live (88 kbps) - 1 Live diggi (88 kbps) - WDR 2 Rhein-Ruhr (RR) (88 kbps) - WDR 2 Ostwestfalen-Lippe (OW) (88 kbps) - WDR 2 Südwestfalen (SW) (88 kbps) - WDR 3 (120 kbps) - WDR 4 Rhein-Ruhr (RR) (88 kbps) - WDR 4 Ostwestfalen-Lippe (OW) (88 kbps) - WDR 4 Südwestfalen (SW) (88 kbps) - WDR 5 (88 kbps) - WDRcosmo (80 kbps) - WDR Maus (80 kbps) - WDR Event (56 kbps) - WDR EPG (8 kbps) - ARD TPEG (16 kbps)             | - Region Aachen: Aachen (Stolberg-Donnerberg), Eifel (Dahlem-Bärbelkreuz) - Bergisches Land: Engelskirchen (Hohe Warte), Gummersbach (Kerberg), Remscheid (Hohenhagen), Wuppertal (Auf der Königshöhe) - Rheinland: Bonn (Venusberg), Köln (Kölnturm) - Rhein-Ruhr: Düsseldorf (Rheinturm), Gelsenkirchen-Scholven, Kleve (Bresserberg), Langenberg (Hordtberg), Viersen (Süchtelner Höhen) - Ruhrgebiet: Dortmund (Florianturm) - Münsterland: Ibbenbüren (Blomenkamp), Münster (Nottuln-Baumberge), Oelde (Mackenberg), Schöppingen - Ostwestfalen-Lippe: Bad Oeynhausen (P.Westf.-Wittekindsberg), Bielefeld (Hünenburg), Herford (Eggeberg), Höxter (Holzminden), Stemwede (Arrenkamp), Teutoburger Wald (Bielstein), Warburg, Willebadessen (Eggegebirge) - Südwestfalen: Biedenkopf (Sackpfeife), Ederkopf (Oberste Henn), Hallenberg (Bollerberg), Hochsauerland (Hunau), Lennestadt (Kuhhelle), Meschede, Nordhelle, Olsberg, Siegen (Giersberg) |

### Regionale Multiplexe
Der Kanal 9A ist ein Ergänzungskanal an Rhein und Ruhr für die Regionalversionen von WDR 2 und WDR 4. Die Kanäle 8B, 8C, 10D, 11B, 12D Niederrhein und 12D OWL werden sechs Multiplexe der Media Broadcast für regionalisierte bzw. regionale Programme bilden. Für einige private Programmveranstalter kann darüber die Möglichkeit einer landesweiten Empfangbarkeit in Nordrhein-Westfalen realisiert werden. Der Sendestart soll Ende 2025/Anfang 2026 erfolgen.
| Block                      | Programme (Datendienste) | Gleichwellennetz (SFN) |
| -------------------------- | --- | --- |
| 9A WDR Regional (D__00250) | DAB-Multiplex des WDR: - WDR 2 Aachen (AC) (88 kbps) - WDR 2 Bergisches Land (BL) (88 kbps) - WDR 2 Münsterland (ML) (88 kbps) - WDR 2 Rheinland (RL) (88 kbps) - WDR 2 Ruhrgebiet (RG) (88 kbps) - WDR 4 Aachen (AC) (88 kbps) - WDR 4 Münsterland (ML) (88 kbps) - WDR 4 Rheinland (RL) (88 kbps) - WDR 4 Ruhrgebiet (RG) (88 kbps) - WDR EPG (8 kbps) - ARD TPEG (16 kbps)  | - Region Aachen: Aachen (Stolberg-Donnerberg), Eifel (Dahlem-Bärbelkreuz) - Bergisches Land: Engelskirchen (Hohe Warte), Gummersbach (Kerberg), Remscheid (Hohenhagen), Wuppertal (Auf der Königshöhe) - Münsterland: Ibbenbüren (Blomenkamp), Münster (Nottuln-Baumberge), Oelde (Mackenberg), Schöppingen - Rheinland: Bonn (Venusberg), Köln (Kölnturm) - Rhein-Ruhr: Gelsenkirchen-Scholven, Langenberg (Hordtberg), Moers - Ruhrgebiet: Dortmund (Florianturm) |
| 8B Köln/Bonn/Aachen        | DAB-Block von audio.digital NRW: - Metropol FM (geplant) - The Wolf NRW (geplant) - Antenne AC (geplant) - Radio Berg (geplant) - Radio Bonn/Rhein-Sieg (geplant) - Radio Euskirchen (geplant) - Radio Köln (geplant) - Radio Leverkusen (geplant) - Radio Rur (geplant) - Radio Erft (geplant)                                                                                | Aachen (Karlshöhe), Bonn (Venusberg), Eifel (Dahlem-Bärbelkreuz), Hürtgenwald-Großhau, Köln (Colonius), Lindlar (geplant) |
| 8C Essen/Niederrh.         | DAB-Block von audio.digital NRW: - Metropol FM (geplant) - The Wolf NRW (geplant) - Antenne Niederrhein (geplant) - Radio Duisburg (geplant) - Radio Emscher Lippe (geplant) - Radio Essen (geplant) - Radio K.W. (geplant) - Radio Mülheim (geplant) - Radio Oberhausen (geplant)                                                                                             | Essen, Kleve (Bresserberg), Wesel (geplant) |
| 10D Münsterland            | DAB-Block von audio.digital NRW: - Metropol FM (geplant) - The Wolf NRW (geplant) - Antenne Münster (geplant) - Radio Kiepenkerl (geplant) - Radio RST (geplant) - Radio Vest (geplant) - Radio WAF (geplant) - Radio WMW (geplant) | Haltern, Münster (Fernmeldeturm), Schöppingen (geplant) |
| 11B DO/Südwestfalen        | DAB-Block von audio.digital NRW: - Metropol FM (geplant) - The Wolf NRW (geplant) - Antenne Unna (geplant) - Hellweg Radio (geplant) - Radio 91.2 (geplant) - Radio Bochum (geplant) - Radio Ennepe Ruhr (geplant) - Radio Hagen (geplant) - Radio Herne (geplant) - Radio Lippewelle Hamm (geplant) - Radio MK (geplant) - Radio Sauerland (geplant) - Radio Siegen (geplant) | Brilon, Dortmund (Florianturm), Ederkopf (Oberste Henn), Hagen, Herscheid, Hochsauerland (Hunau), Meschede, Siegen-Süd (geplant) |
| 12D Düssel/Wupper/MG       | DAB-Block von audio.digital NRW: - Metropol FM (geplant) - The Wolf NRW (geplant) - Antenne Düsseldorf (geplant) - NE-WS 89.4 (geplant) - Radio 90,1 Mönchengladbach (geplant) - Radio Neandertal (geplant) - Radio RSG (geplant) - Radio Wuppertal (geplant) - Welle Niederrhein (geplant)                                                                                    | Düsseldorf (Rheinturm), Wuppertal (Küllenhahn) (geplant) |
| 12D OWL                    | DAB-Block von audio.digital NRW: - Metropol FM (geplant) - The Wolf NRW (geplant) - Radio Bielefeld (geplant) - Radio Gütersloh (geplant) - Radio Herford (geplant) - Radio Hochstift (geplant) - Radio Lippe (geplant) - Radio Westfalica (geplant) | Bielefeld (Hünenburg), Eggegebirge, Lügde-Rischenau (Köterberg), Minden (Jakobsberg) (geplant) |

## Rheinland-Pfalz

### Landesweite Multiplexe
| Block                 | Programme (Datendienste) | Gleichwellennetz (SFN) |
| --------------------- | --- | --- |
| 11A SWR RP (D__00217) | DAB-Block des SWR: - SWR1 RP (96 kbps) - SWR Kultur (96 kbps) - SWR3 (Rheinland-Pfalz) (96 kbps) - SWR4 KL (88 kbps) - SWR4 KO (88 kbps) - SWR4 LU (88 kbps) - SWR4 MZ (88 kbps) - SWR4 TR (88 kbps) - DASDING (96 kbps) - SWR Aktuell (72 kbps) - bigFM (72 kbps) - RPR1. (überregional) (72 kbps) - Rockland Radio (überregional) (72 kbps) - EPG (24 kbps) - TPEG (16 kbps) | - Region Kaiserslautern: Bornberg, Kaiserslautern (Rotenberg), Kettrichhof, Zweibrücken - Region Koblenz: Ahrweiler (Schöneberg), Alf-Bullay, Altenahr (Oberes Ahrtal), Bad Marienberg, Betzdorf (Weißenstein), Diez, Koblenz (Dieblich-Waldesch), Linz am Rhein - Region Ludwigshafen: Weinbiet - Region Mainz: Bad Kreuznach (Bad Münster am Stein), Donnersberg, Mainz-Kastel, Oberdiebach (Lorch) - Region Trier: Bitburg, Bleialf, Daleiden, Haardtkopf, Idar-Oberstein, Kirn, Palzem, Schartenberg (Eifel), Niedersgegen, Saarburg, Traben-Trarbach, Trier (Markusberg) |

### Lokale Multiplexe
| Block                        | Programme (Datendienste) | Small Scale                                                            |
| ---------------------------- | --- | ---------------------------------------------------------------------- |
| 12A Bad KH/Bingen (D__00007) | - Studio Nahe (80 kbps) - Antenne Bad Kreuznach (80 kbps) - Radio popEXPRESS (80 kbps) - Radio Rhein FM (80 kbps) - NOVUMfm (80 kbps) - Radio Musicstar (80 kbps) - Ukrayinske Radio (40 kbps) - Radio Vidovdan (80 kbps) - The Wolf (RP) (80 kbps) - Radio Grammo (80 kbps) - RFI (80 kbps) | Bad Kreuznach/Kuhberg (0,5 kW), Rüdesheim (0,5 kW), Stromberg (0,2 kW) |

## Saarland

### Landesweite Multiplexe
| Block                       | Programme (Datendienste) | Gleichwellennetz (SFN) |
| --------------------------- | --- | --- |
| 9A DR Saarland (D__00238)   | DAB-Block des SR: - SR 1 (120 kbps) - SR Kultur (120 kbps) - SR 3 Saarlandwelle (120 kbps) - Unserding (120 kbps) - Antenne Saar (96 kbps) - Die Maus (72 kbps) | Bliestal (Webenheim-Hahnen), Felsberg, Mettlach (St. Gangolf), Moseltal (Oberperl-Hammelsberg), Saarbrücken (Göttelborner Höhe), Saarbrücken (Halberg), Spiesen, Tholey (Schaumberg) |
| 9C Saarland DAB+ (D__00204) | - Antenne Schlager (72 kbps) - bigFM (72 kbps) - Cityradio SB (72 kbps) - Classic Rock Radio (72 kbps) - NIUS - Das Radio (72 kbps) - Radio Holiday (72 kbps) - Radio Mélodie franz. (72 kbps) - Radio Bollerwagen (72 kbps) - Radio Salü (88 kbps) - Radio Teddy (72 kbps) - Rock FM (72 kbps) - RPR1. (72 kbps) - Saarfunk 1 (72 kbps) - Saarfunk 3 (72 kbps) - trigger.fm (72 kbps) | Saarbrücken (Schoksberg), Spiesen |

## Sachsen

### Landesweite Multiplexe
| Block                       | Programme (Datendienste) | Gleichwellennetz (SFN) |
| --------------------------- | --- | --- |
| 9A MDR Sachsen (D__00209)   | DAB-Block des MDR: - MDR Sachsen (DD) (80 kbps) - MDR Sachsen (L) (80 kbps) - MDR Sachsen (C) (80 kbps) - MDR Sachsen (BZ) (80 kbps) - MDR Sachsen auf Sorbisch (80 kbps) - MDR Sachsen Extra (48 kbps) - MDR Jump (88 kbps) - MDR Kultur (88 kbps) - MDR Tweens (80 kbps) - MDR Sputnik (88 kbps) - MDR Aktuell (72 kbps) - MDR Klassik (112 kbps) - MDR Schlagerwelt (SN) (88 kbps) - MDR TPEG (16 kbps) - MDR EPG (16 kbps) | Chemnitz, Dresden, Freiberg, Geyer, Görlitz, Hoyerswerda, Leipzig, Löbau, Neustadt, Olbernhau, Oschatz, Reichenbach (Netzschkau), Roitzsch, Schöneck, Zittau, Zwickau Ost |
| 12A Sachsen K12A (D__00313) | DAB-Block der Media Broadcast: - 89.0 RTL (96 kbps) - detektor.fm Wort (96 kbps) - Femotion (80 kbps) - Jam FM (96 kbps) - Oldie Antenne (80 kbps) - Galaxy Sachsen (80 kbps) - Radio Ostrock (88 kbps) - Radio Teddy (80 kbps) - Rundfunk-Kombinat Sachsen (88 kbps) - Schlager Radio (80 kbps) - SecondRadio (88 kbps) - Star FM Sachsen (88 kbps)                                                                           | Chemnitz/Geyer, Dresden-Wachwitz, Leipzig/Messegrund, Löbau/Schafberg, Schöneck (Vogtland)                                                                                |

### Regionale Multiplexe
| Block                         | Programme (Datendienste) | Gleichwellennetz (SFN)              |
| ----------------------------- | --- | ----------------------------------- |
| 7A Region Dresden (D__00408)  | DAB-Block der Divicon Media: - 90s90s Dance (DD) (88 kbps) - Antenne Sachsen (DD) (88 kbps) - Antenne Sachsen (LAU) (88 kbps) - coloRadio (80 kbps) - Energy Sachsen (DD) (88 kbps) - Hitradio RTL Sachsen (DD) (88 kbps) - Hitradio RTL Sachsen (LAU) (88 kbps) - Lausitzwelle (80 kbps) - R.SA (DD) (88 kbps) - Radio Dresden (88 kbps) - Radio Lausitz (88 kbps) - Radio PSR (DD) (88 kbps) - Radio WSW (88 kbps) | Dresden-Wachwitz, Löbau/Schafberg   |
| 8A Region Chemnitz (D__00351) | DAB-Block der Divicon Media: - 90s90s Dance (C) (88 kbps) - Antenne Sachsen (C) (88 kbps) - Antenne Sachsen (V) (88 kbps) - Energy Sachsen (C) (88 kbps) - Hitradio RTL Sachsen (C) (88 kbps) - Hitradio RTL Sachsen (V) (88 kbps) - R.SA (C) (88 kbps) - Radio Chemnitz (88 kbps) - Radio Erzgebirge (88 kbps) - Radio PSR (C) (88 kbps) - Radio T (80 kbps) - Radio Zwickau (88 kbps) - Vogtland Radio (88 kbps)   | Chemnitz/Geyer, Schöneck (Vogtland) |
| 10A Region Leipzig (D__00335) | DAB-Block der Divicon Media: - 90s90s Sachsen (L) (88 kbps) - Antenne Sachsen (L) (96 kbps) - Energy Sachsen (L) (88 kbps) - Hitradio RTL Sachsen (L) (96 kbps) - Leipzig Beatzz (88 kbps) - MegaRadioMix (88 kbps) - PELI ONE (80 kbps) - R.SA (L) (88 kbps) - Radio Blau (80 kbps) - Radio Holiday (80 kbps) - Radio Leipzig (96 kbps) - Radio PSR (L) (88 kbps)                                                   | Leipzig/Messegrund, Oschatz         |

### Lokale Multiplexe
| Block                        | Programme (Datendienste) | Small Scale                   |
| ---------------------------- | --- | ----------------------------- |
| 5B DAB+ Chemnitz (D__00141)  | - Radio Bollerwagen (72 kbps) - Radio Chemnitz 2 (96 kbps) - Radio Chemnitz (88 kbps) - SachsenEinsChemnitz (96 kbps) - egoFM (80 kbps) - Radio UNiCC (96 kbps) - RADIO T (80 kbps) - MegaradioMix (88 kbps) - Apollo radio (88 kbps) | Chemnitz-Reichenhain (2,0 kW) |
| 6C DAB+ Leipzig (D__00221)   | - Radio Leipzig 2 (88 kbps) - detektor.fm Wort (80 kbps) - SachsenEinsLeipzig (80 kbps) - Mega 80’s (88 kbps) - egoFM (80 kbps) - SchlagerPlanet (80 kbps) - mephisto 97.6 (80 kbps) - Rockland (88 kbps) - Apollo radio (88 kbps)    | Funkturm Leipzig (2,0 kW)     |
| 8C DAB+ Dresden (D__00355)   | - Radio Bollerwagen (72 kbps) - Dresden 2 (96 kbps) - MEGARADIOmix (88 kbps) - egoFM (80 kbps) - Peli One (80 kbps) - Radio Holiday (80 kbps) - Apollo radio (88 kbps) - PRIMAL.FM (88 kbps)                                          | Dresden-Wachwitz (1,6 kW)     |
| 10D DAB+ Freiberg (D__00382) | - Radio Bollerwagen (72 kbps) - Radio Erzgebirge (96 kbps) - InPulz (80 kbps) - egoFM (80 kbps) - Apollo radio (88 kbps) - Antenne Sachsen (C) (88 kbps) - Radio Chemnitz (96 kbps) - Hitradio RTL Sachsen (C) (88 kbps)              | Freiberg-Wasserberg (0,85 kW) |

## Sachsen-Anhalt

### Landesweite Multiplexe
| Block                      | Programme (Datendienste) | Gleichwellennetz (SFN) |
| -------------------------- | --- | --- |
| 6B MDR S-ANHALT (D__00309) | DAB-Block des MDR: - MDR Jump (88 kbps) - MDR Kultur (88 kbps) - MDR Tweens (80 kbps) - MDR Sputnik (88 kbps) - MDR Aktuell (72 kbps) - MDR Klassik (112 kbps) - MDR Schlagerwelt (ST) (88 kbps) - MDR Sachsen-Anhalt (DE) (88 kbps) - MDR Sachsen-Anhalt (HAL) (88 kbps) - MDR Sachsen-Anhalt (MD) (88 kbps) - MDR Sachsen-Anhalt (SDL) (88 kbps) - MDR Sachsen-Anhalt EXT (88 kbps) - MDR TPEG (16 kbps) - MDR EPG (24 kbps) | Brocken, Burg, Dequede, Eisleben, Erxleben (Haldensleben), Hettstedt, Genthin, Jessen, Klötze, Kulpenberg, Petersberg, Pettstädt (Weißenfels), Salzwedel, Schneidlingen, Stendal, Wittenberg, Zeitz |
| 11C S-Anhalt (D__00198)    | DAB-Block der Media Broadcast: - Radio Brocken (DE) (72 kbps) - Radio Brocken (MD) (72 kbps) - Radio Brocken (HAL) (72 kbps) - Radio Brocken (ALT) (64 kbps) - Radio SAW (HARZ) (72 kbps) - Radio SAW (HAL) (72 kbps) - Radio SAW (MD) (72 kbps) - Radio SAW (DE) (64 kbps) - Rockland (72 kbps) - 89.0 RTL (88 kbps) - 1A Deutsche Hits (72 kbps) - 89.0 RTL In The Mix (96 kbps)                                             | Brocken, Burg, Dequede, Petersberg, Pettstädt (Weißenfels), Schneidlingen, Wittenberg/Gallunberg |

## Schleswig-Holstein

### Landesweite Multiplexe
Die Kanäle 9A, 9C, 10C, 11B und 12B bilden gemeinsam das landesweite regionalisierte Multiplex des NDR. Einige Standorte senden nur als Repeater (R).
| Block                     | Programme (Datendienste) | Gleichwellennetz (SFN)                                                                   |
| ------------------------- | --- | ---------------------------------------------------------------------------------------- |
| 9A NDR SH HL (D__00331)   | DAB-Block des Norddeutschen Rundfunks: - NDR 1 SH HL (Lübeck) (104 kbps) - NDR 2 SH (104 kbps) - NDR Kultur (104 kbps) - NDR Info SH (104 kbps) - N-Joy (104 kbps) - NDR Blue (104 kbps) - NDR Schlager (104 kbps) - NDR Info Spezial (104 kbps) - NDR BWS - NDR TPEG       | Bungsberg, Lauenburg/Elbe (R), Lübeck-Stockelsdorf, Mölln-Fuhlenhagen                    |
| 9C NDR SH KI (D__00242)   | DAB-Block des Norddeutschen Rundfunks: - NDR 1 SH KI (Kiel) (104 kbps) - NDR 2 SH (104 kbps) - NDR Kultur (104 kbps) - NDR Info SH (104 kbps) - N-Joy (104 kbps) - NDR Blue (104 kbps) - NDR Schlager (104 kbps) - NDR Info Spezial (104 kbps) - NDR BWS - NDR TPEG         | Bungsberg, Kiel-Kronshagen, Neumünster/Armstedt, Rendsburg Ost                           |
| 10C NDR SH NOR (D__00393) | DAB-Block des Norddeutschen Rundfunks: - NDR 1 SH NOR (Norderstedt) (104 kbps) - NDR 2 SH (104 kbps) - NDR Kultur (104 kbps) - NDR Info SH (104 kbps) - N-Joy (104 kbps) - NDR Blue (104 kbps) - NDR Schlager (104 kbps) - NDR Info Spezial (104 kbps) - NDR BWS - NDR TPEG | Bad Oldesloe-Meddewade (R), Bad Segeberg, Henstedt-Ulzburg, Wedel                        |
| 11B NDR SH HEI (D__00377) | DAB-Block des Norddeutschen Rundfunks: - NDR 1 SH HEI (Heide) (104 kbps) - NDR 2 SH (104 kbps) - NDR Kultur (104 kbps) - NDR Info SH (104 kbps) - N-Joy (104 kbps) - NDR Blue (104 kbps) - NDR Schlager (104 kbps) - NDR Info Spezial (104 kbps) - NDR BWS - NDR TPEG       | Brunsbüttel, Garding, Heide, Helgoland, Itzehoe                                          |
| 12B NDR SH FL (D__00342)  | DAB-Block des Norddeutschen Rundfunks: - NDR 1 SH FL (Flensburg) (104 kbps) - NDR 2 SH (104 kbps) - NDR Kultur (104 kbps) - NDR Info SH (104 kbps) - N-Joy (104 kbps) - NDR Blue (104 kbps) - NDR Schlager (104 kbps) - NDR Info Spezial (104 kbps) - NDR BWS - NDR TPEG    | Flensburg, Husum, Morsum (Sylt), Kappeln-Ost (R), Niebüll (Fernmeldeturm) (R), Schleswig |

### Regionale Multiplexe
Die Kanäle 5A/6B, 8C, 9D, und 11D bilden vier Multiplexe der Media Broadcast für regionalisierte bzw. regionale Programme. Für einige aufgeschaltete private Programmveranstalter besteht darüber die Möglichkeit einer landesweiten Empfangbarkeit in Schleswig-Holstein.
| Block                         | Programme (Datendienste) | Gleichwellennetz (SFN) |
| ----------------------------- | --- | --- |
| 5A/6B Kiel K5A+K6B (D__00420) | - R.SH (KI) (72 kbps) - delta radio (KI) (72 kbps) - Nordseewelle (72 kbps) - Ostseewelle (KI) (72 kbps) - Radio Bob (SH) (72 kbps) - Radio 21 (KI) (72 kbps) - Radio Hamburg (72 kbps) - Rock Antenne (HH) (72 kbps) - Oldie Antenne (72 kbps) - Star FM Maximum Rock (72 kbps) - Kiel FM (72 kbps)                                                                                        | Hennstedt (Itzehoe) (Wechsel auf Kanal 8C Heide oder Abschaltung geplant) Kiel-Kronshagen (Wechsel auf Kanal 6B geplant) Neumünster/Armstedt (sendet bereits auf Kanal 6B) |
| 8C Heide K8C (D__00345)       | - R.SH (SH-West) (72 kbps) - delta radio (SH-West) (72 kbps) - Nordseewelle (72 kbps) - Ostseewelle (HEI) (72 kbps) - Radio Bob (SH) (72 kbps) - Radio 21 (HEI) (72 kbps) - Radio Hamburg (72 kbps) - Rock Antenne (HH) (72 kbps) - Oldie Antenne (72 kbps) - Westküste FM (72 kbps) | Heide |
| 9D Lübeck K9D (D__00419)      | - R.SH (SH-Ost) (72 kbps) - delta radio (SH-Ost) (72 kbps) - Nordseewelle (72 kbps) - Ostseewelle (HL) (72 kbps) - Radio Bob (SH) (72 kbps) - Radio 21 (HL) (72 kbps) - Radio Hamburg (72 kbps) - Radio Lübeck - Rock Antenne (HH) (72 kbps) - Oldie Antenne (72 kbps) - Femotion Radio (72 kbps) - Lübeck FM (72 kbps)                                                                     | Bungsberg, Lübeck-Stockelsdorf, Mölln-Fuhlenhagen |
| 11D Flensburg K11D (D__00333) | - Antenne Sylt (72 kbps) - delta radio (SH-Nord) (72 kbps) - Oldie Antenne (72 kbps) - Ostseewelle (FL) (72 kbps) - Radio 21 (FL) (72 kbps) - Radio Bob (SH) (72 kbps) - Radio Bollerwagen (72 kbps) - Radio Fratz (72 kbps) - Radio Hamburg (72 kbps) - Radio Nordseewelle (72 kbps) - Radio Schleswig-Holstein (SH-Nord) (72 kbps) - Rock Antenne (HH) (72 kbps) - Westküste FM (72 kbps) | Flensburg, Niebüll (Süderlügum), Westerland (Sylt) |

## Thüringen

### Landesweite Multiplexe
| Block                        | Programme (Datendienste) | Gleichwellennetz (SFN) |
| ---------------------------- | --- | --- |
| 8B MDR Thueringen (D__00229) | DAB-Block des MDR: - MDR Jump (88 kbps) - MDR Kultur (88 kbps) - MDR Tweens (80 kbps) - MDR Sputnik (88 kbps) - MDR Aktuell (72 kbps) - MDR Klassik (112 kbps) - MDR Schlagerwelt (TH) (88 kbps) - MDR Thüringen Mitte-West (Erfurt) (88 kbps) - MDR Thüringen Ost (Gera) (88 kbps) - MDR Thüringen Süd (Suhl) (88 kbps) - MDR Thüringen Nord (Heiligenstadt) (88 kbps) - MDR TPEG (16 kbps) - MDR EPG (16 kbps) | Altenburg, Bleßberg (Sonneberg), Dingelstädt, Erfurt (Funkhaus), Gera (Langenberg), Hoher Meißner, Inselsberg, Jena (Oßmaritz), Kreuzberg, Kulpenberg, Lobenstein (Sieglitzberg), Reichenbach (Netzschkau), Saalfeld (Kulm), Saalfeld (Remda), Suhl (Erleshügel), Weimar (Ettersberg) |

### Regionale Multiplexe
Der Kanal 12B steht eigentlich landesweit zur Verfügung, wird aber aktuell nur regional genutzt.
| Block                         | Programme (Datendienste) | Gleichwellennetz (SFN)                                          |
| ----------------------------- | --- | --------------------------------------------------------------- |
| 12B DAB Thueringen (D__00015) | - Antenne Thüringen (72 kbps) - Antenne Thüringen (West) (72 kbps) - Antenne Thüringen (Mitte) (72 kbps) - Antenne Thüringen (Ost) (72 kbps) - Landeswelle Thüringen (72 kbps) - Landeswelle Thüringen (West) (72 kbps) - Landeswelle Thüringen (Mitte) (72 kbps) - Landeswelle Thüringen (Ost) (72 kbps) - Radio Top 40 (72 kbps) - Antenne Thüringen Classics (72 kbps) - Antenne Ostalgie (72 kbps) - Schlager Radio (72 kbps) - 89.0 RTL (72 kbps) - NIUS - Das Radio (72 kbps) - Dorfkindradio (72 kbps) | Erfurt-Hochheim, Inselsberg, Jena-Oßmaritz, Weimar (Ettersberg) |